# Psarolepis
Psarolepis (psārolepis, від  грец. ψαρός, строкатий і λεπίς, масштаб) — викопний рід лопатеперих риб, що жили близько 397 -  418 мільйонів років тому. Скам'янілості Psarolepis були знайдені головним чином на півдні Китаю і описані палеонтологом Xiaobo Yu в 1998. У 2001, палеонтолог Джон А.Лонг відніс Psarolepis до Onychodontiformes.

## Опис
Psarolepis мав парні, загнуті назад зуби. Голова складалася з декількох товстих шкіряних пластин з великими порами. Спинний плавець надавав цим рибам акулоподібної форми. Морда була горбата, ніздрі розміщувались вище очей над верхньою щелепою.

## Відкриття

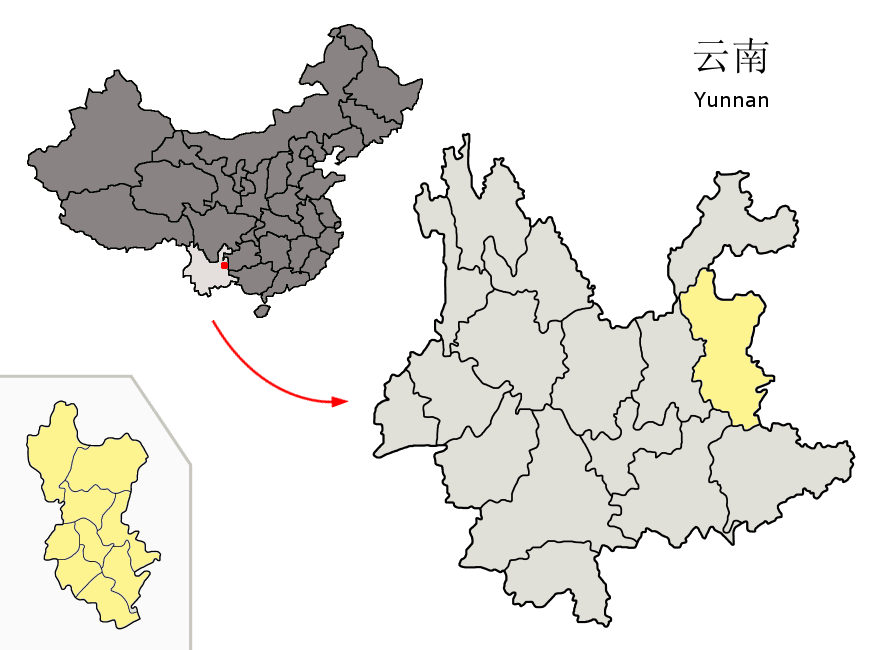
Розташування префектури (жовтий) Qujing в межах провінції Юннань Китай, де були виявлені скам'янілості Psarolepis

Залишки Psarolepis були зібрані в 1981 і 1984 палеонтологом Min Zhu з колегами і датував їх від раннього силуру до пізнього девону. Інші скам'янілості з пізнього силурійського періоду, були знайдені в В'єтнамі, але опис риби був зроблений на матеріалах з Китаю, тому що вони були краще збережені.

## Історія і класифікація
Коли Psarolepis був описаний уперше в 1998, він був розміщений в групі лопатеперих риб, тому що Zhu і інші були не в змозі розмістити Psarolepis в кладограмі, не було відомо, чи це була найпримітивніша лопатепера риба або найпримітивніша костиста риба.
Є деякі характеристики, що не мають костисті риби, як наприклад серединний плавець, розміщений ззаду голови, який відомий у акули і акантоди і грудний плавець з витягнутими виточками в стороні від поясу плечей, що відомо в деяких плакодерм і акантод.  Пізніше, в 2001, Zhu і Schultze надав більше пілстав для теорії, що Psarolepis був ймовірно костистою рибою.
Той же рік Лонг знову дослідив філогенетичну позицію риби і підкреслював декілька схожостей між Psarolepis і Onychodontiform. Окрім того, Лонг, посилаючись на нові скам'янілості зібраних в Західній Австралії , вказав, що Psarolepis і Onychodus є схожими на костисті риби, бо примітивніші, ніж інші групи лопатеперих риб.